# Брудзенди
Брудзенди (пол. Brudzędy, нім. Brodsende) — село в Польщі, у гміні Маркуси Ельблонзького повіту Вармінсько-Мазурського воєводства.
Населення — 204 особи (2011).
У 1975-1998 роках село належало до Ельблонзького воєводства.

## Демографія
Демографічна структура станом на 31 березня 2011 року:
|          | Загалом | Допрацездатний вік | Працездатний вік | Постпрацездатний вік |
| -------- | ------- | ------------------ | ---------------- | -------------------- |
| Чоловіки | 102     | 26                 | 71               | 5                    |
| Жінки    | 102     | 28                 | 60               | 14                   |
| Разом    | 204     | 54                 | 131              | 19                   |